# Сан-Мигел-де-Аша
Сан-Мигел-де-Аша (порт. São Miguel de Acha)  —  район (фрегезия) в Португалии,  входит в округ Каштелу-Бранку. Является составной частью муниципалитета  Иданья-а-Нова. По старому административному делению входил в провинцию Бейра-Байша. Входит в экономико-статистический  субрегион Бейра-Интериор-Сул, который входит в Центральный регион. Население составляет 702 человека на 2001 год. Занимает площадь 41,24 км².
Покровителем района считается Архангел Михаил (порт. São Miguel Arcanjo). 